# Linda Scott
Linda Scott, född Linda Joy Sampson 1 juni 1945 i Queens, New York, är en amerikansk pop-sångare som var aktiv från slutet av 1950-talet till början av 1970-talet.  Hennes största hit var "I've Told Every Little Star" (1961), som såldes i flera miljoner exemplar världen över. Hon hade tolv låtar på de amerikanska topplistorna under de kommande fyra åren. Den sista var "Who's been Sleeping In My Bed", inspirerad av filmen med samma namn och skriven av Hal David och Burt Bacharach.  År 1962 spelade hon sig själv i musikfilmen  "Don't Knock the Twist".
11 år gammal gjorde Scott audition för en populär radioshow.  Det ledde till att hon blev en regelbunden gäst i den och uppmärksammades av skivbolaget Epic Records. Hon skivdebuterade som Linda Sampson med singeln "In-Between".
1961, när hon fortfarande gick i high-school, skrev hon kontrakt med Canadian-American Records. Skivbolaget ändrade hennes namn till Linda Scott. Första skivan, "I've Told Every Little Star", en standardlåt skriven av Oscar Hammerstein II och Jerome Kern, såldes i över en miljon exemplar i USA, vilket gav Scott en guldskiva. "I've Told Every Little Star" blev en storsäljare även i Sverige och nådde förstaplatsen på branschtidningen Show Business försäljningslista i augusti 1961.
Under samma år hade hon ytterligare två skivframgångar i USA, "I Don't Know Why" och "Don't Bet Money Honey", som hon skrivit själv.
Året därpå fick hon en hit med "Yessiree"  i filmen "Don't Knock The Twist".
Linda Scotts sista skiva gjordes 1967, "They Don't Know You". Därefter fortsatte hon som bakgrundssångerska på flera skivor, den mest kända var Lou Christies hit "I'm Gonna Make You Mine" (1969). Året därpå lämnade hon show business.
1995 släppte skivbolaget Epic Records en samlings-CD med Linda Scott.  I David Lynchs film  "Mulholland Drive" (2001) används Linda Scotts version av I've Told Every Little Star i en scen där skådespelerskan Melissa George gör en audition. 

## Diskografi
Album
| Year | Album                 | Skivbolag                 |
| ---- | --------------------- | ------------------------- |
| 1961 | Starlight, Starbright | Canadian-American Records |
| 1962 | Great Scott!          | Canadian-American Records |
| 1962 | Linda                 | Congress Records          |
| 1965 | Hey, Look At Me Now!  | Kapp Records              |

Singlar (urval)
- 1961 – "I've Told Ev'ry Little Star" (US #3)
- 1961 – "Don't Bet Money Honey" (US #9)
- 1961 – "I Don't Know Why" (US #12)
- 1962 – "Bermuda"
- 1962 – "Count Every Star"
- 1962 – "Never in a Million Years"
- 1963 – "Let's Fall in Love"
- 1964 – "That Old Feeling"